# Doubravská naučná stezka
Doubravská naučná stezka je naučná stezka v obci Doubrava v okrese Karviná v Moravskoslezském kraji v členitém terénu Ostravské pánve.

## Popis a historie naučné stezky
Doubravská naučná stezka se skládá ze dvou tras. Obě začínají na náměstí ve středu obce poblíž památného dubu v Doubravě.

### První trasa
První trasa je okružní a je značena červenou barvou. Prochází středem obce a vede po stopách památek, historie a významných událostí. Informační panely na trase:
Informační panel 1 – náměstí je zaměřen na historii obce, místního zámku Doubrava a blízkého okolí.
Informační panel 2 – Římskokatolický kostel svaté Hedviky Slezské, který je zdejší architektonická památka. U kostela je také malá novodobá dřevěná zvonice v Doubravě.
Informační panel 3 – Památník důlních neštěstí (Pomník horníkům), který připomíná tragické události na místním bývalém dole Doubrava.
Informační panel 4 – Kostel Československé církve husitské, který je zdejší architektonická památka.
Informační panel 5 – Roubený dům „Dřevěnka“, který je historickou stavbou lidové architektury a v minulosti zde sídlila místní škola.
Informační panel 6 – Národní dům, který je historickou budovou spjatou s bohatou historií spolkové činnosti místní obce.

### Druhá trasa
Druhá trasa není okružní, je delší, je značena modrou barvou a její část je totožná s cyklotrasou. Nejprve vede na Doubravský kopec s hodnotným výhledem do okolní krajiny. Při dobré viditelnosti jsou vidět téměř celé Beskydy a dokonce někdy i slovenské Tatry. Trasa končí v části obce nazývané Na Hranicích, kde kromě krytého posezení je také hřiště pro děti. Informační panely na trase:
Informační panel 1 – náměstí je zaměřen na historii obce, místního zámku Doubrava a blízkého okolí.
Informační panel 2 – Doubravský kopec s hodnotnými výhledy. Nachází se zde také kryté odpočívadlo s lavičkami.
Informační panel 3 – důl Doubrava Sever, který je známý nečekaným propadnutím těžní věže do hloubi šachty.
Informační panel 4 –  v blízkosti úpatí haldy u DinoParku. Jsou zde informace o místní fauně a zaniklé cihelně.
Informační panel 5 – nachází  se na Hranicích (tj. na hranici mezi obcemi Doubrava, Dětmarovice a městem Orlová). Je zde dětské hřiště s multifunkčním vybavením.

## Galerie

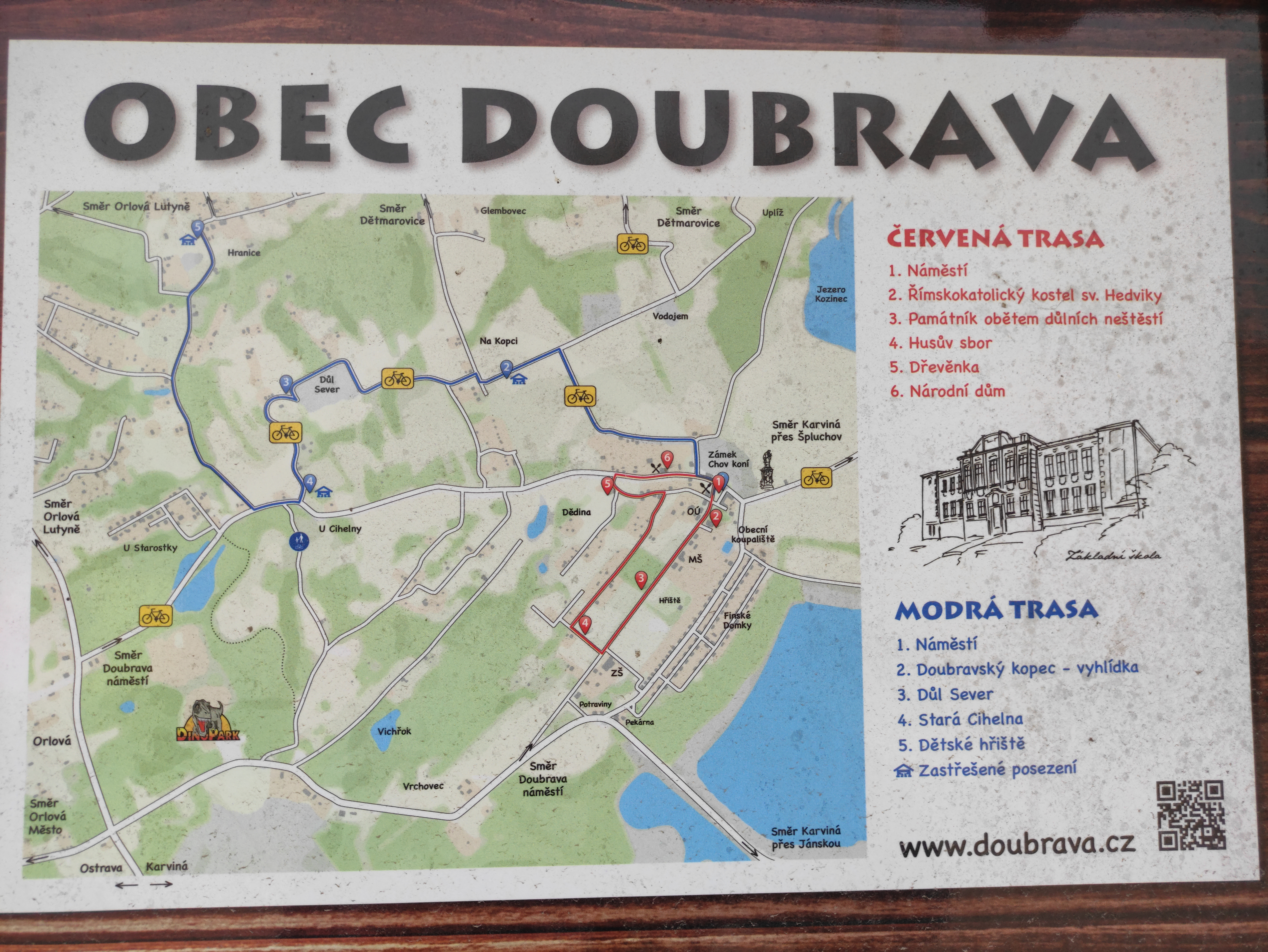
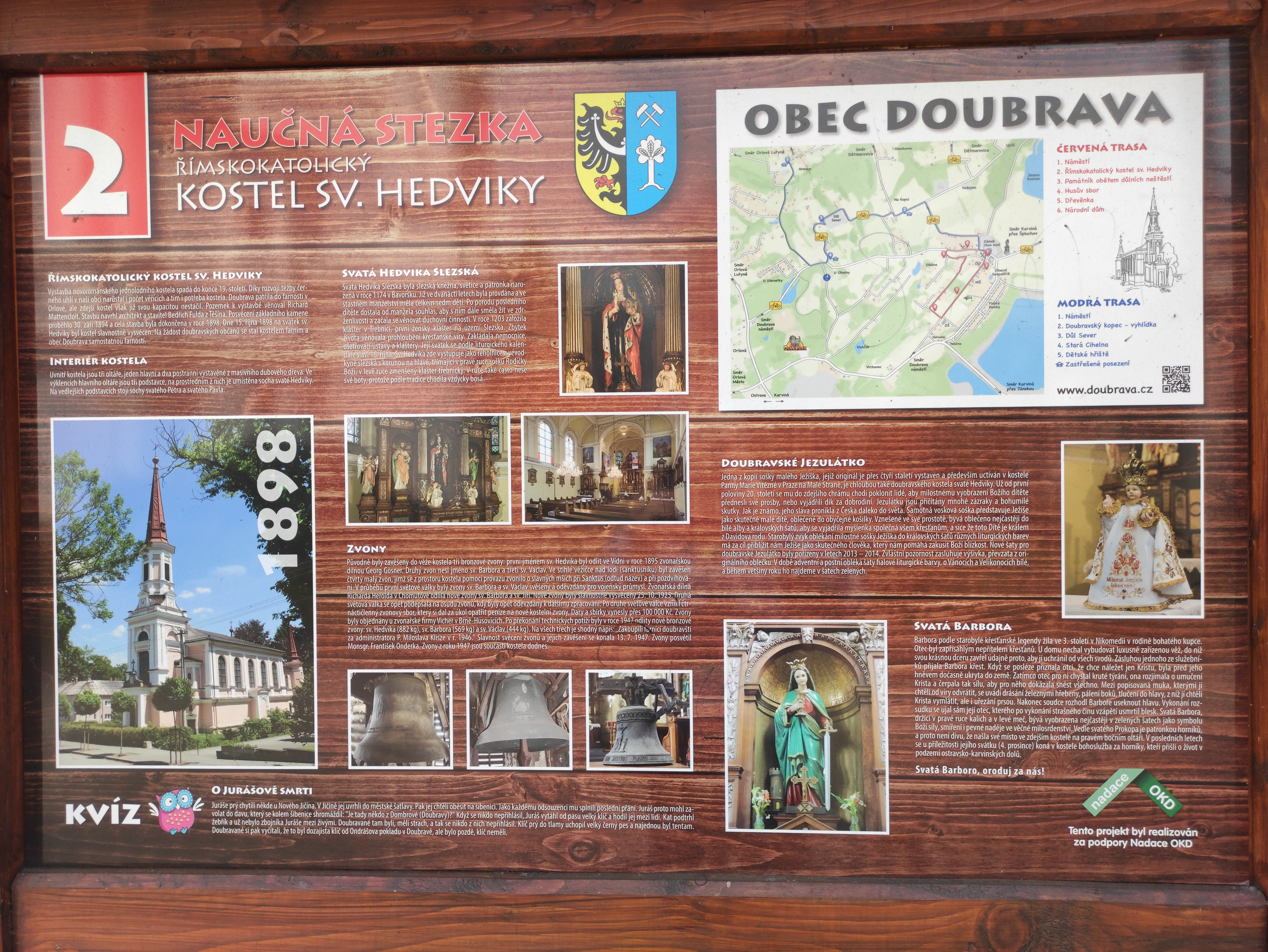
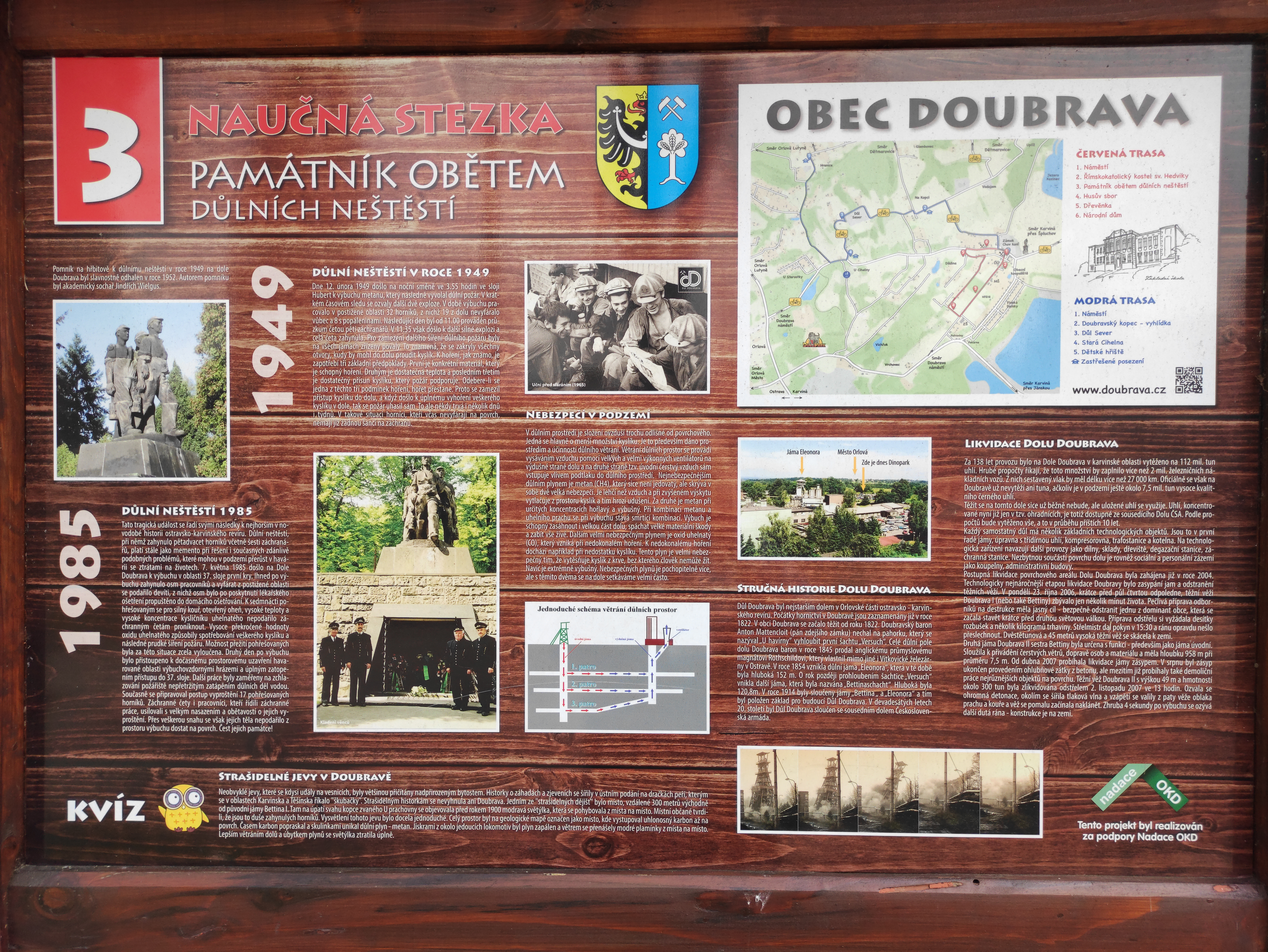
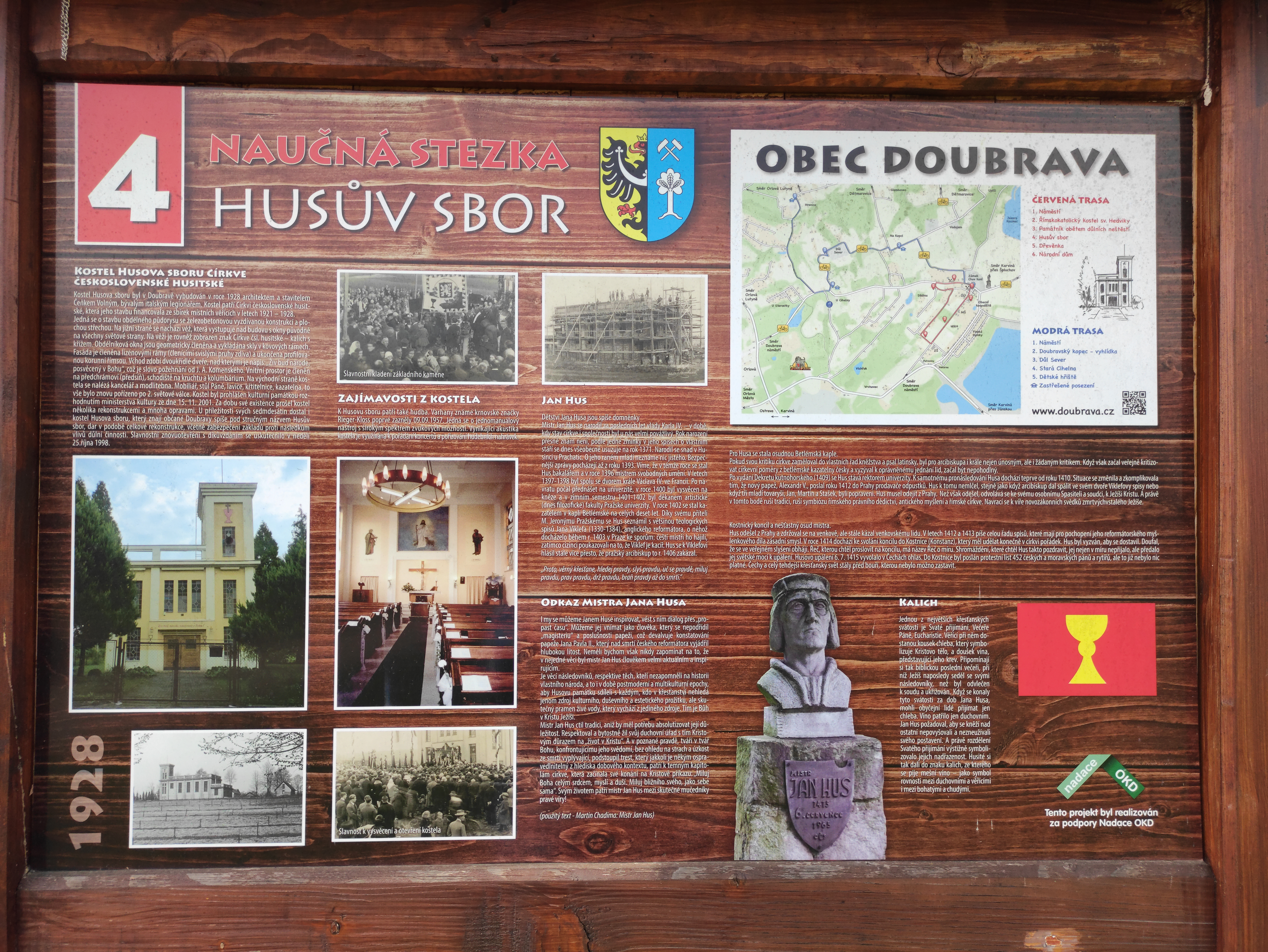
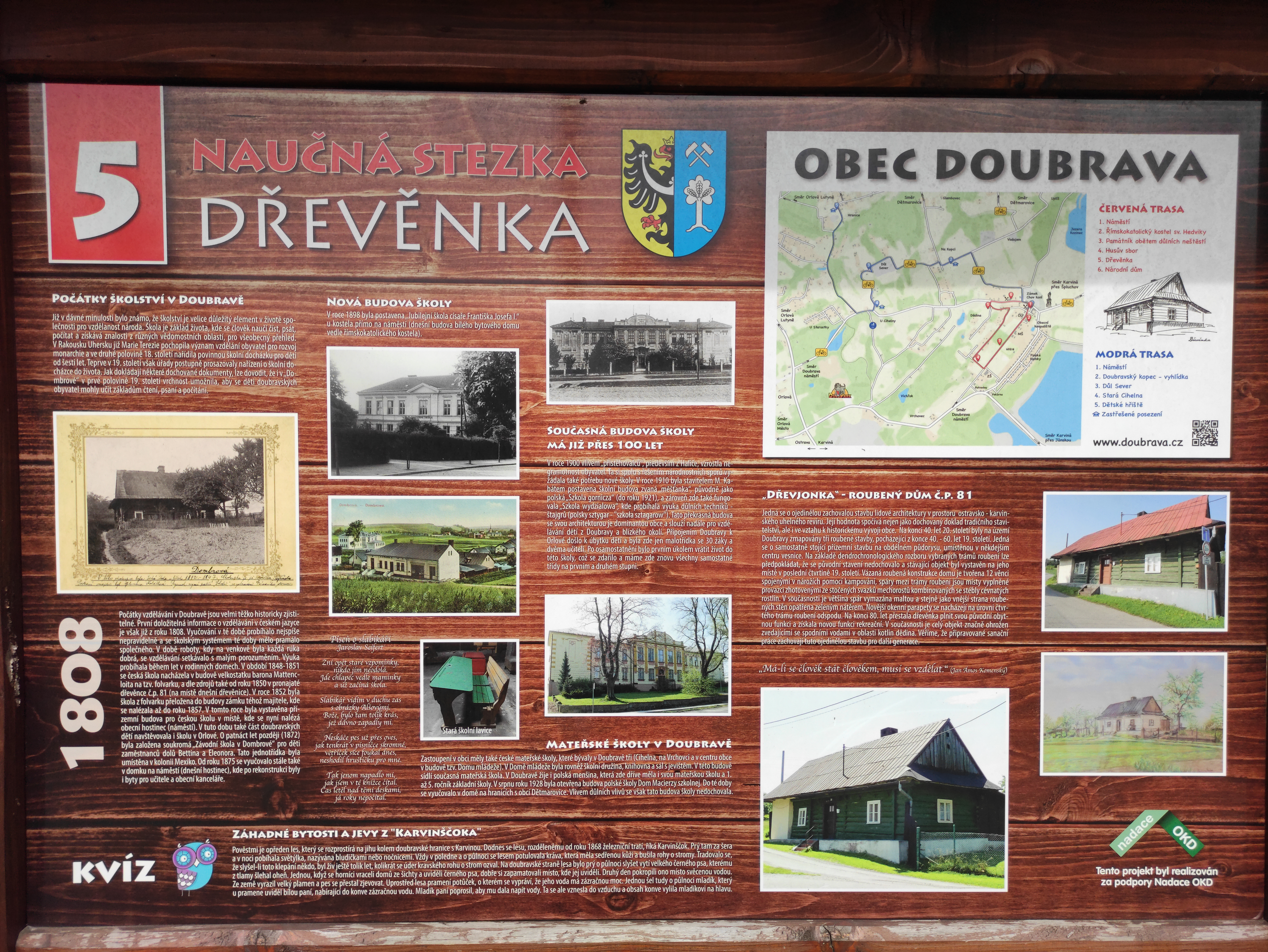
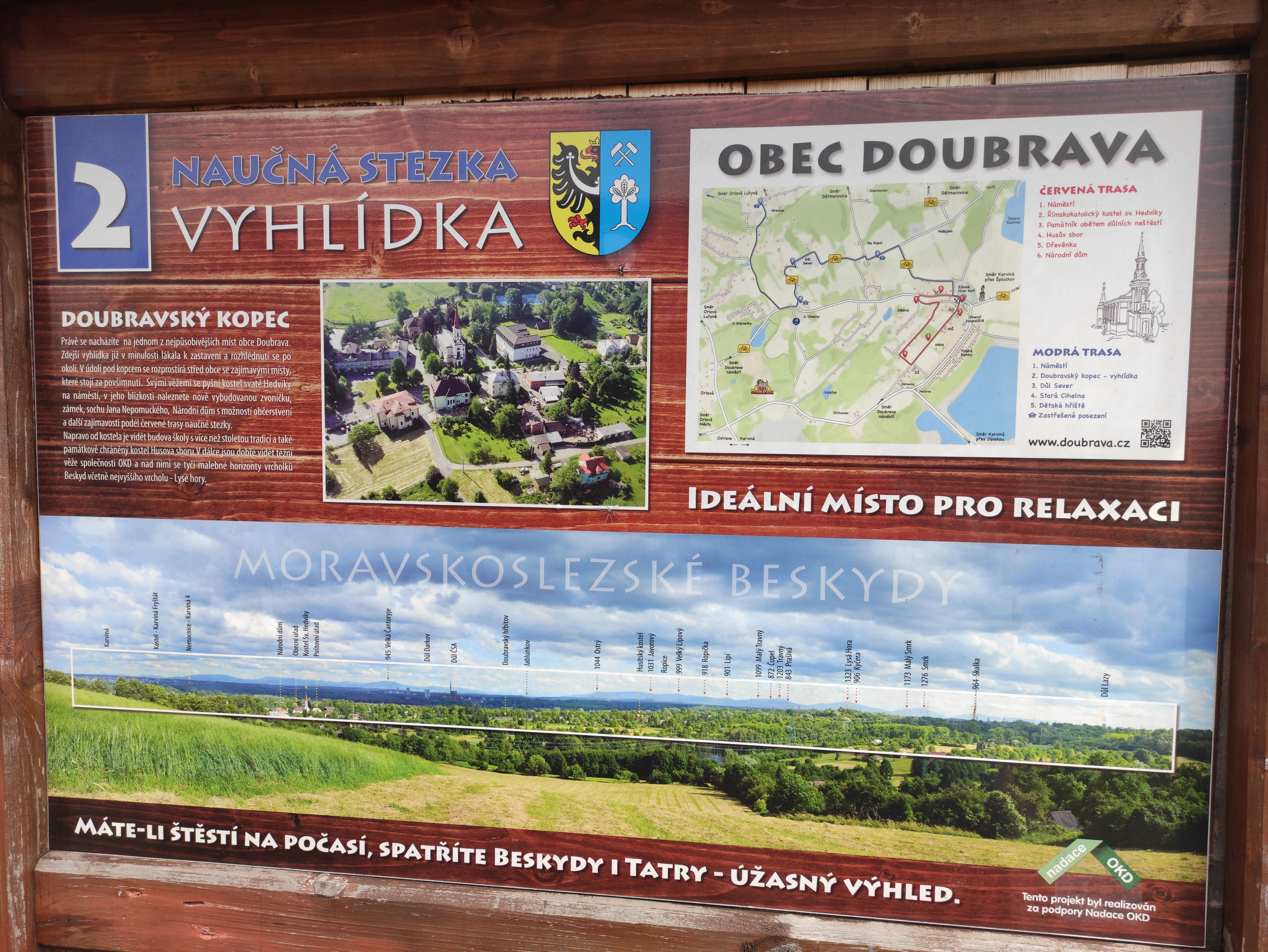
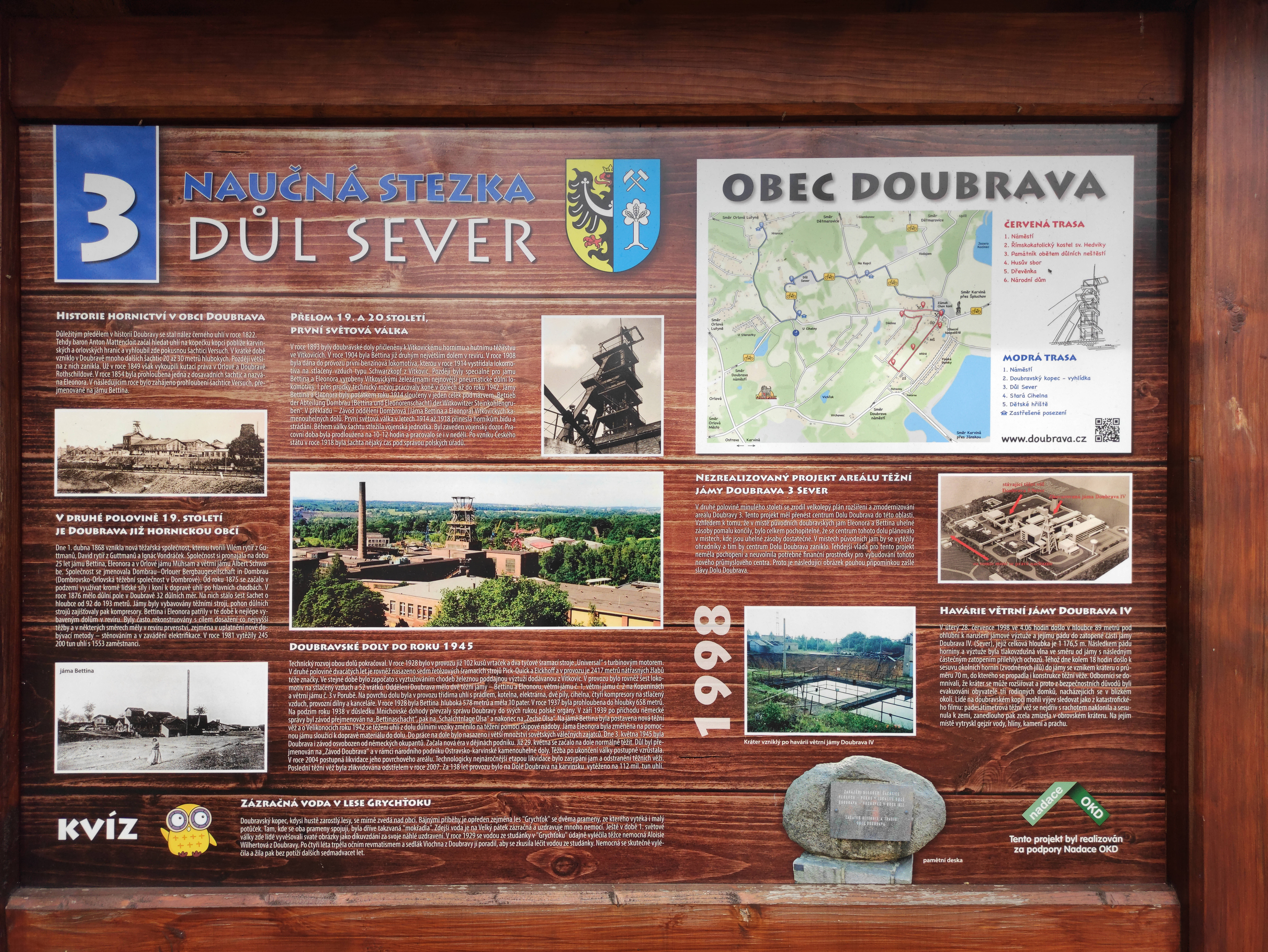
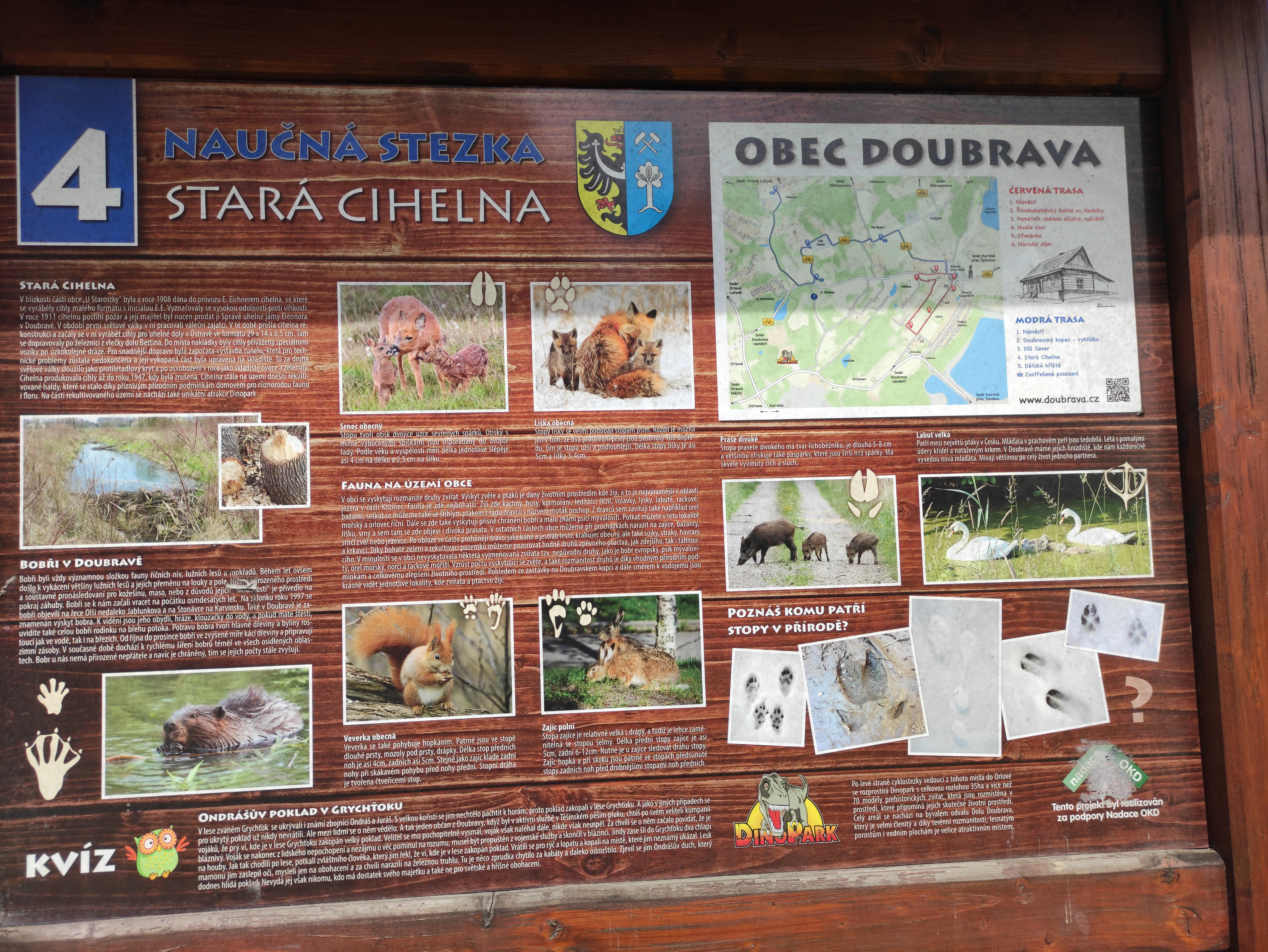
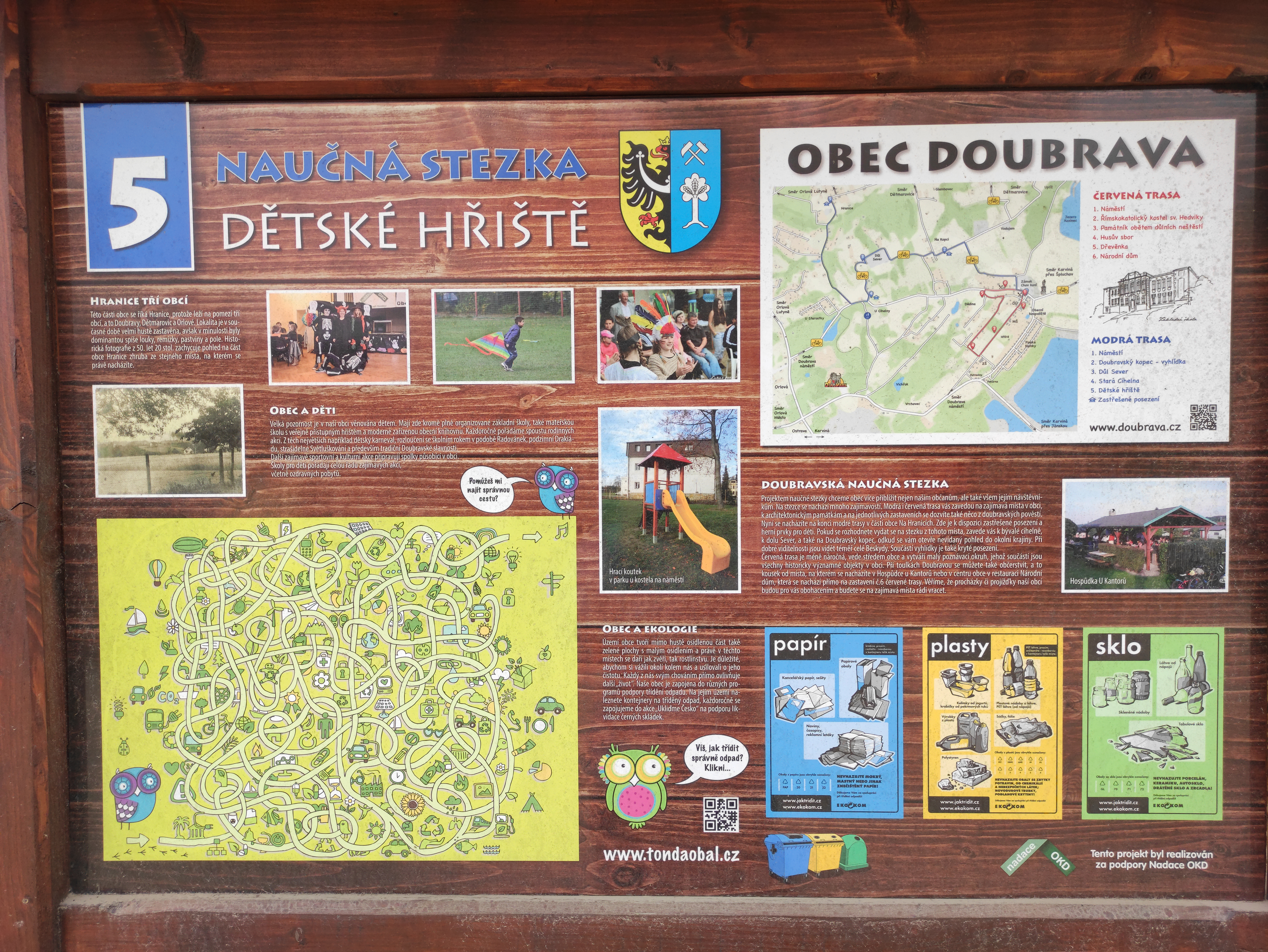
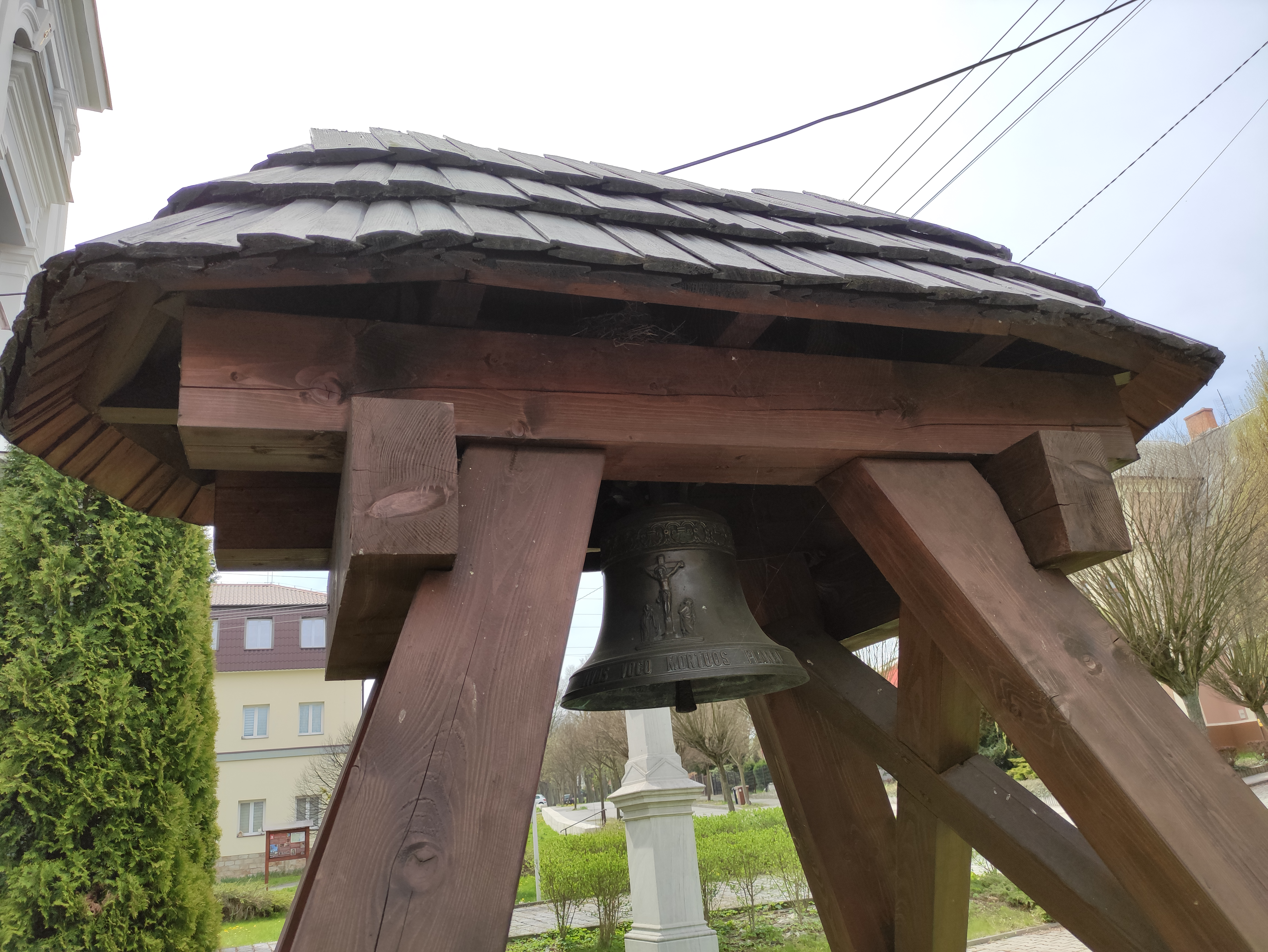
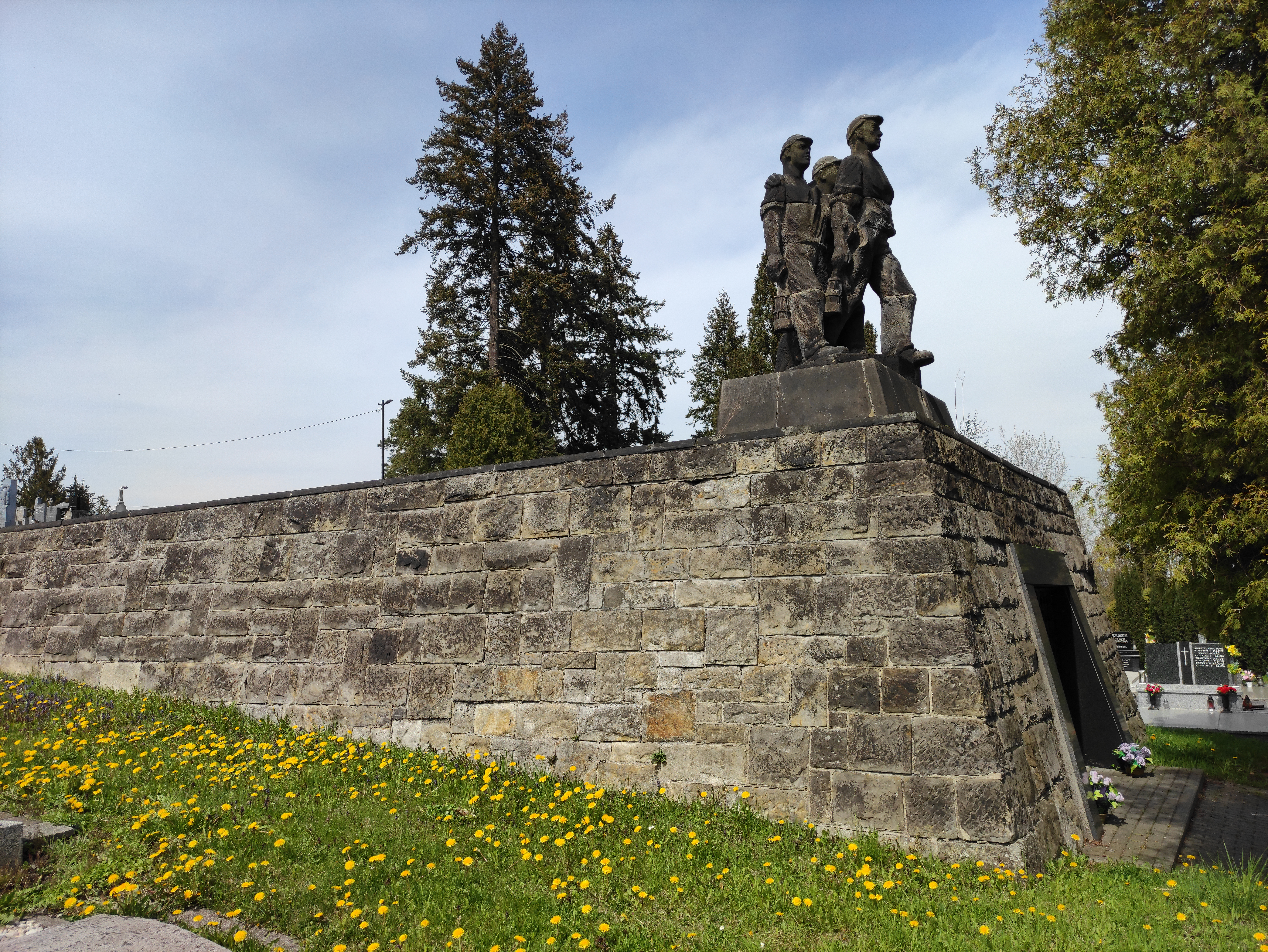
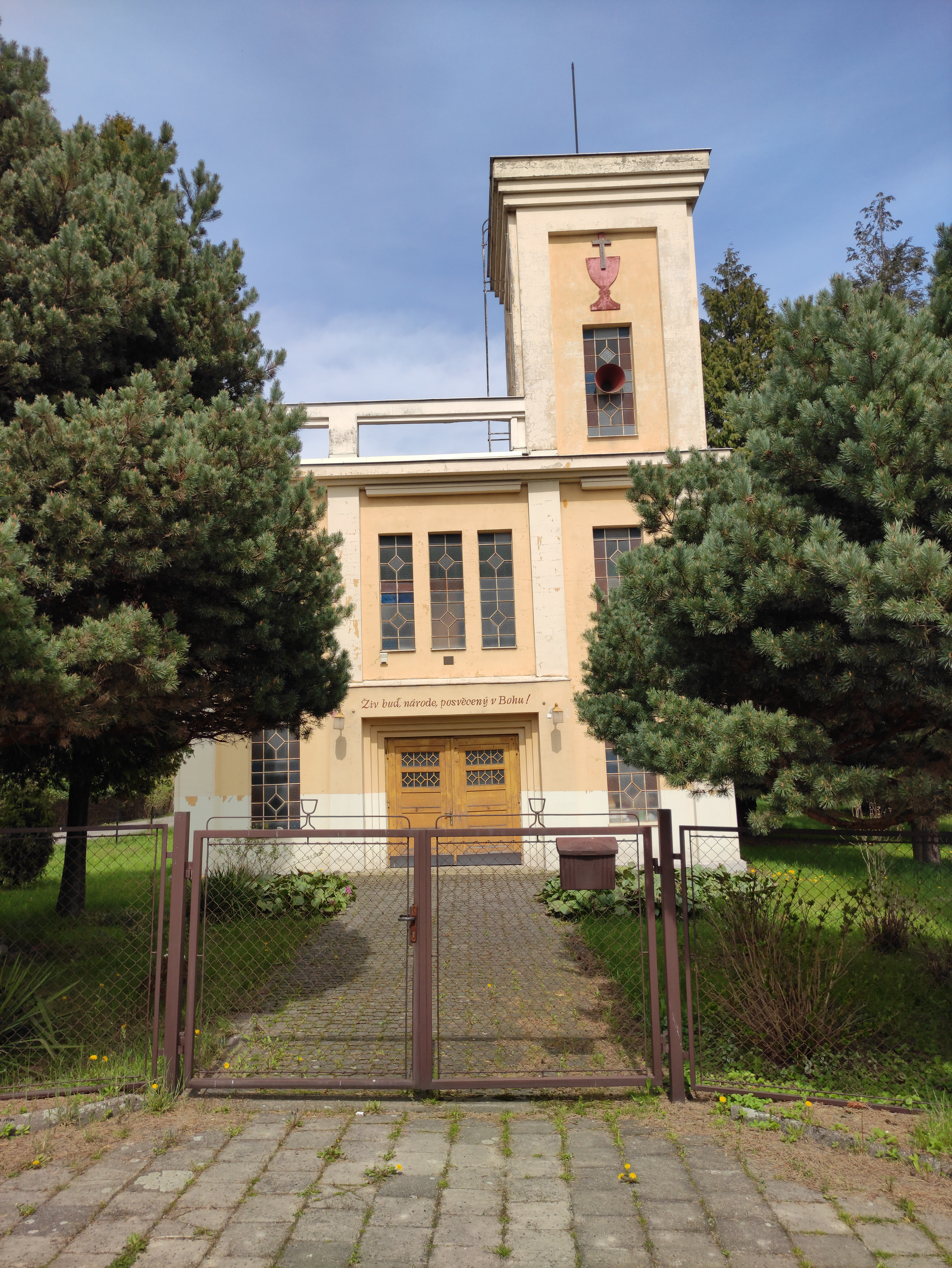
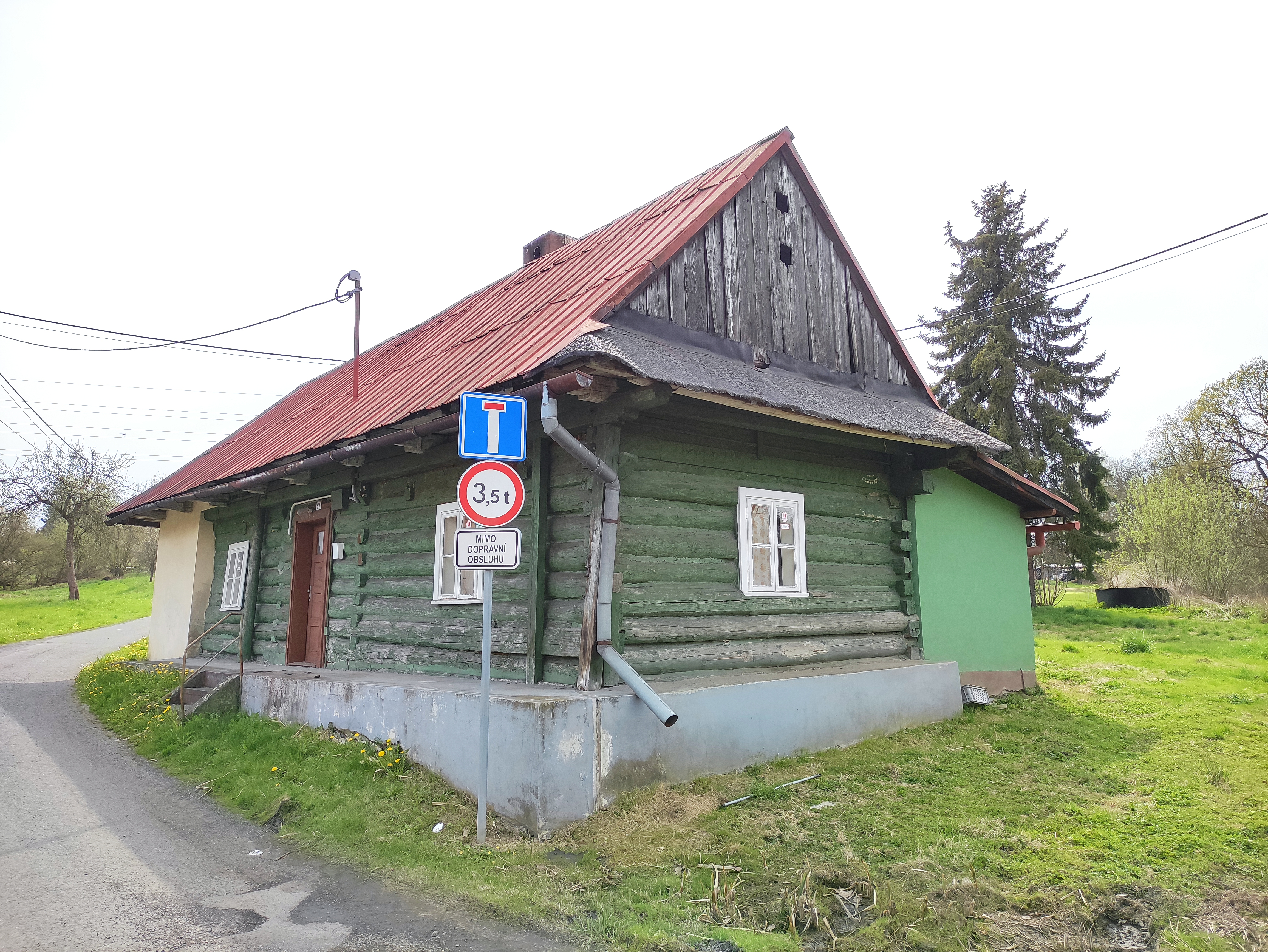
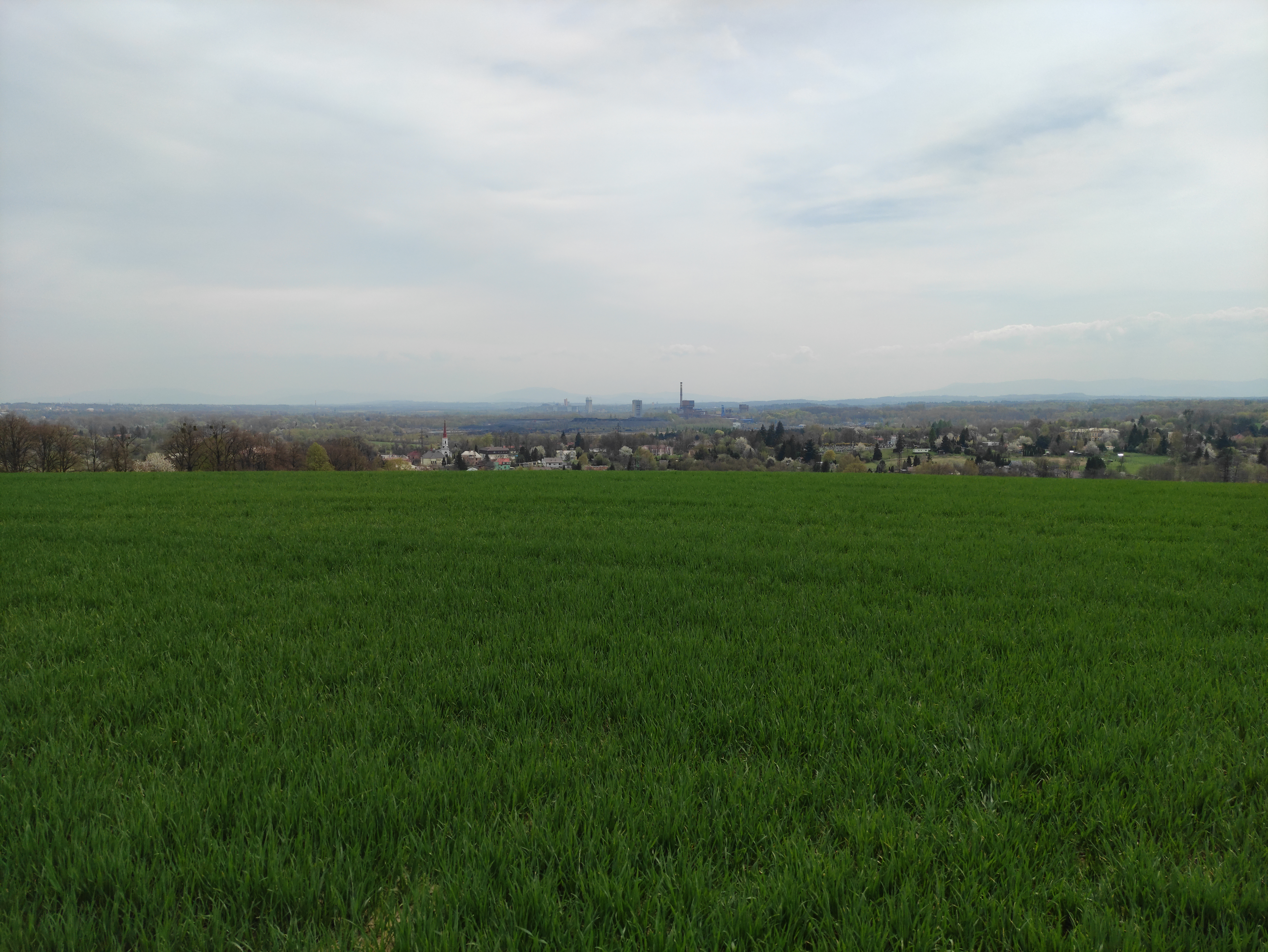